# アルヘア・オリンビア
アルヘア・オリビア（Αρχαία Ολυμπία / Archaia Olympia）は、ギリシャ共和国西ギリシャ地方イリア県にある町であり、その周辺地域を含む基礎自治体（ディモス）。その名は「古代オリュンピア」（英: Ancient Olympia）を意味し、古代オリンピックが開催されたオリュンピア（オリンピア）の遺跡はこの町にある。「オリンピア市」とも表記される。

## 地理

### 位置・広がり
アルヘア・オリビアの街（Αρχαία Ολυμπία）はペロポニソス半島の西部に位置し、トリポリからは東に約70km、パトラからは南へ約70kmの距離にある。県都ピルゴスからは東へ約15kmで、アルフィオス川の上流方向にある。
オリビアの街はアルフィオス川北岸の谷間に位置し、オリビアの集落の東の丘の上に古代オリンピアの遺跡が広がっている。町の2km南西にはアルフィオス川を堰き止めた貯水池がある。
自治体としてのアルヘア・オリビア市（Δήμος Αρχαίας Ολυμπίας）は平野部から山岳部までの広大な市域を持ち、オリビアの街はその最南部に位置する。市域東北端、エリマントス山地 (Mount Erymanthos) の山中にある村・ランビアからオリビアの街までは、直線距離にして約30km離れている。市域の多くは丘陵・山地で、大部分は森におおわれている。

### 主要な集落
- プラタノス（Πλάτανος : アルヘア・オリビア地区） - 1,583人
- アルヘア・オリビア（Αρχαία Ολυμπία : アルヘア・オリビア地区） - 1,286人
- ペロピオ（Πελόπιο : アルヘア・オリビア地区） - 1.057人
- ララス（Λάλας : フォロイ地区） - 998人
- クマニス（Κούμανης : フォロイ地区） - 719人
- ヘリドニ（Χελιδόνι : アルヘア・オリビア地区） - 676人
- ラビア（Λάμπεια : ラビア地区） - 661人
- ネムタ（Νεμούτα : フォロイ地区） - 625人

アルフィオス川の北岸の平地にあたるアルヘア・オリビア地区に人口が集中しており、オリビアから北西方向にプラタノスやペロピオの集落が点在する。フォロイ地区はオリビアから東北へ約15kmほどに開けた内陸の盆地を中心とする地区である。ラビアは標高1000mの山間の集落である。
- オリンピアのスタジアム
- オリビア市街
- オリビア市街近郊
- オリニ（ランビア地区）

## 歴史
393年、テオドシウス1世はオリンピアの祭典の中止を命じ、千年に及ぶ古代オリンピックの歴史は幕を下ろした。神殿は破壊され、「ペイディアスの仕事場」と呼ばれる建物は教会に転用された。6世紀頃まで、オリンピアの遺跡にはキリスト教徒たちが暮らしていた。その後の時間とともに、古代オリンピアの遺跡は土に埋もれ、最大8mの地中に眠ることとなった。
現在の遺跡が再発見されたのは1766年、イギリスの考古学者リチャード・チャンドラー (Richard Chandler) によってであった。しかし、遺跡の発掘は1829年、フランスによる「モレア探検」 (Morea expedition) まで行われなかった。1870年代以降、遺跡の保存・発掘はアテネのドイツ考古学研究所によって行われることになった。最初の本格的な発掘は1875年、エルンスト・クルティウス (Ernst Curtius) によって行われた。
1936年、ベルリンオリンピック開催に合わせてオリンピアの遺跡も大規模な発掘調査が行われた。

## 社会

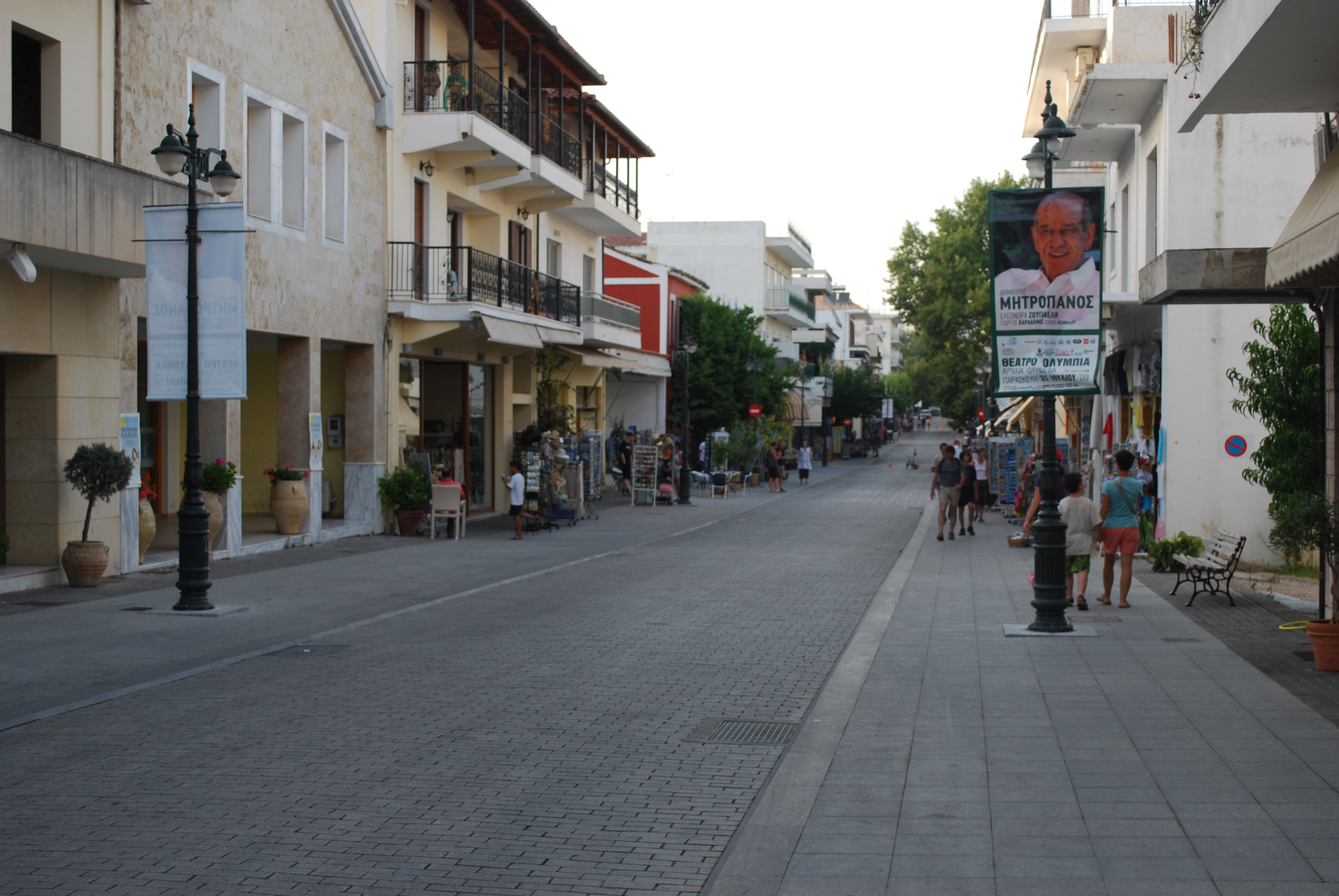
オリンビアの目抜き通り

### 産業・経済
オリンピア遺跡への観光拠点である。
オリーブ、イチジク、ブドウなどが栽培されている。

## 行政区画

イリア県の旧自治体（1999年 - 2011年）

イリア県におけるアルヘア・オリビア市（2011年以後）

### 自治体（ディモス）
アルヘア・オリビア市（Δήμος Αρχαίας Ολυμπίας）は、西ギリシャ地方イリア県に属する基礎自治体（ディモス）である。
2010年に行われた地方制度改革（カリクラティス改革）にともない、2011年1月1日付で旧アルヘア・オリビア市を含め4自治体が合併し、新たな自治体（ディモス）としてアルヘア・オリビア市が発足した。旧自治体は新自治体を構成する行政区（ディモティキ・エノティタ）として位置づけられた。
下表の番号は、右に掲げた「旧自治体」地図の番号に相当する。下表の「旧自治体名」欄は、無印がディモス（市）、※印がキノティタ（村）の名を示す。
|    | 旧自治体           | 綴り           | 政庁所在地              | 面積 Km² | 人口   |
| -- | ------------------ | -------------- | ----------------------- | -------- | ------ |
| 6  | アルヘア・オリビア | Αρχαία Ολυμπία | アルヘア・オリビア (el) | -        | 11,069 |
| 14 | ランビア           | Λαμπεία        | ラビア (el)             | -        | 1,374  |
| 15 | ラショナ           | Λασιώνα        | ハニ・パノプロ          | -        | 2,562  |
| 21 | フォロイ           | Φολόη          | ララス (el)             | -        | 4,870  |

### 旧自治体（ディモティキ・エノティタ）

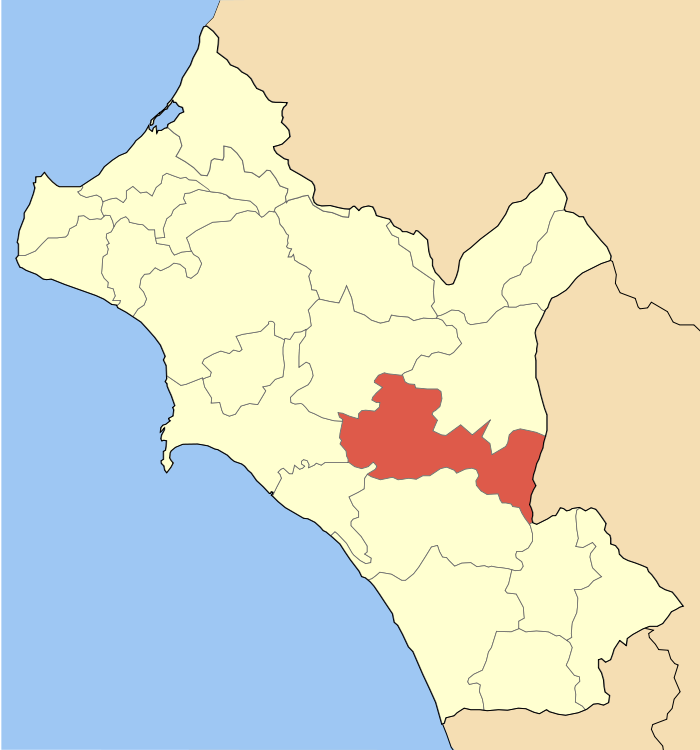
旧アルヘア・オリビア市（1999年 - 2010年）

カリクラティス改革以前の旧アルヘア・オリビア市にあたるアルヘア・オリビア地区（Δημοτική Ενότητα Αρχαίας Ολυμπίας）は、以下のキノティタ（都市域・村落）および都市・集落から構成される。
表中の Δ.δ. は Δημοτικό διαμέρισμα の略であり、カポディストリアス改革による統廃合（1999年1月施行）以前の旧自治体に由来する区画である。[　] 内は人口（2001年国勢調査）を示す。
| - Δ.δ. Αρχαίας Ολυμπίας アルヘア・オリビア [ 1.475 ] - η Αρχαία Ολυμπία アルヘア・オリビア [ 1.286 ] - η Δρούβα [ 189 ] - Δ.δ. Αρχαίας Πίσας (τ.Δ.δ. Μιράκας) アルヘア・ピサ [ 393 ] - η Αρχαία Πίσα (τ. Μιράκα) アルヘア・ピサ [ 330 ] - η Διεθνής Ολυμπιακή Ακαδημία [ 63 ] - Δ.δ. Άσπρων Σπιτιών アスプラ・スピティア - τα Άσπρα Σπίτια アスプラ・スピティア [ 316 ] - Δ.δ. Βασιλακίου [ 596 ] - το Βασιλάκι [ 450 ] - το Υψηλόν [ 146 ] - Δ.δ. Ηρακλείας - η Ηράκλεια イラクリア [ 388 ] - Δ.δ. Καμένης [ 255 ] - η Κάμενα カメナ [ 192 ] - η Νέα Κάμενα ネア・カメナ [ 63 ] - Δ.δ. Καυκωνίας - η Καυκωνία [ 194 ] - Δ.δ. Κλαδέου - ο Κλάδεος [ 183 ] - Δ.δ. Κοσκινά [ 234 ] - ο Κοσκινάς [ 197 ] - ο Φαναράς [ 37 ] - Δ.δ. Κρυονερίου Ηλείας - το Κρυονέρι [ 264 ] - Δ.δ. Λιναριάς - η Λιναριά [ 144 ] - Δ.δ. Λούβρου [ 234 ] - το Λούβρο [ 188 ] - ο Γύρος [ 46 ] | - Δ.δ. Μάγειρα - ο Μάγειρας [ 125 ] - Δ.δ. Μουριάς - η Μουριά [ 187 ] - Δ.δ. Ξηροκάμπου [ 354 ] - ο Ξηρόκαμπος [ 264 ] - το Αμπάρι [ 90 ] - Δ.δ. Πελοπίου - το Πελόπιο [ 1.057 ] - Δ.δ. Πεύκων - οι Πεύκες [ 325 ] - Δ.δ. Πλατάνου [ 1.590 ] - ο Πλάτανος [ 1.583 ] - ο Άγιος Γεώργιος [ 7 ] - Δ.δ. Πουρναρίου - το Πουρνάρι [ 326 ] - Δ.δ. Σμίλας [ 522 ] - η Σμίλα [ 453 ] - οι Καρούτες [ 69 ] - Δ.δ. Στρεφίου [ 711 ] - το Στρέφιον [ 504 ] - το Κάτω Στρέφι (τ. Φλοκαίικα) [ 207 ] - Δ.δ. Φλόκα - ο Φλόκας [ 520 ] - Δ.δ. Χελιδονίου ヘリドニ - το Χελιδόνι ヘリドニ [ 676 ] |

- Διοικητική διαίρεση νομού Ηλείας (πρόγραμμα Καποδίστριας) - イリア県の自治体・集落一覧（1999年 - 2010年）

## 交通

### 鉄道
ギリシャ国鉄（OSE）

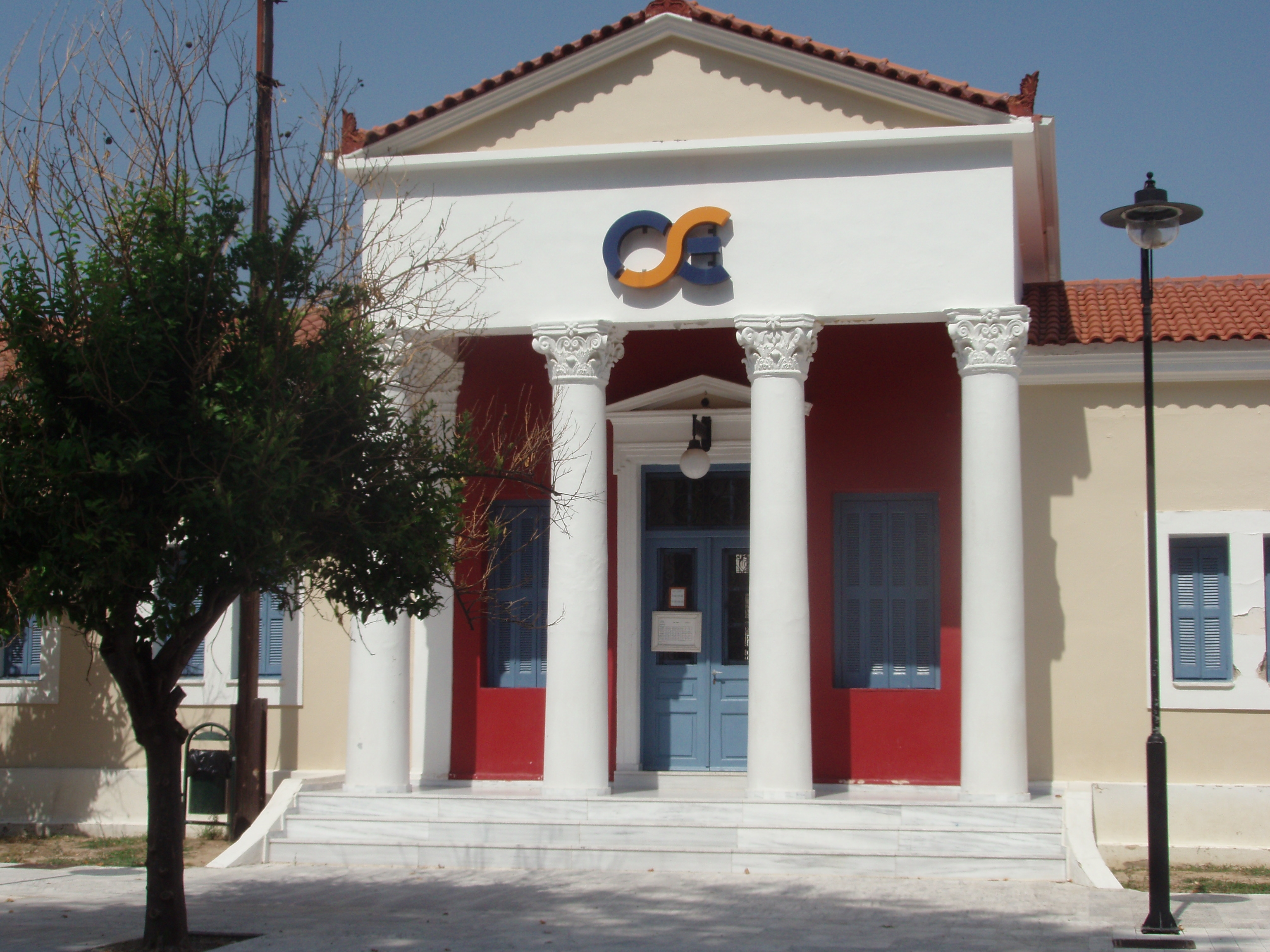
オリンビア駅

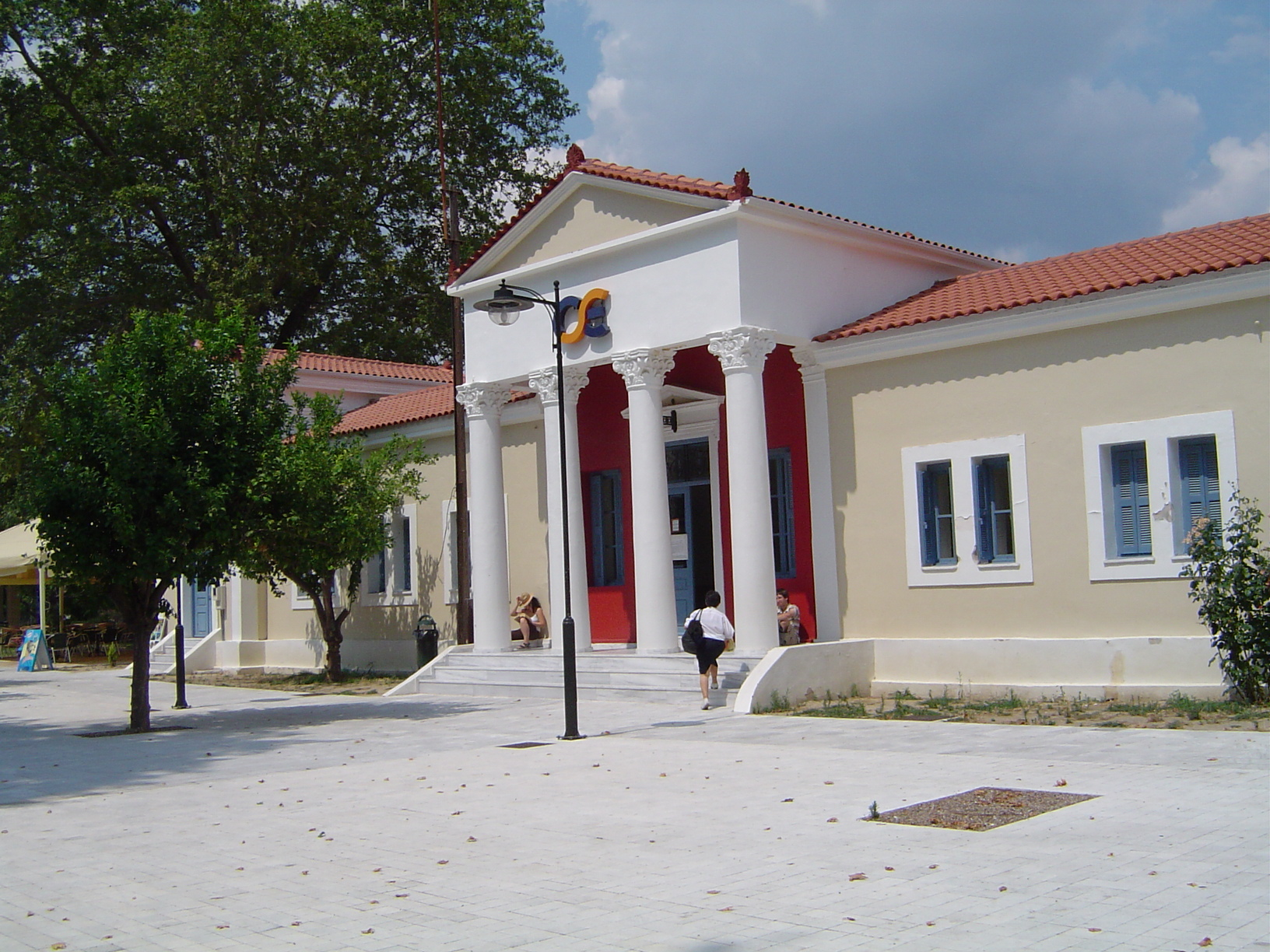
オリンビア駅

- ペロポニソス狭軌鉄道網 : メーターゲージ
  - オリビア＝ピルゴス線
    - オリビア駅

街の中心部から東へ約300mほどのところに、オリビア＝ピルゴス線の終着駅・オリンビア駅がある。ピルゴスとオリビアの間には1日5本の列車があり、約40分で結んでいる。

### 道路
自動車道路
- GR-33  (en)  : 〔パトラ〕 - ラショナ - ランビア - 〔レヴィディ〕[3]
- GR-74  (en)  : 〔ピルゴス〕 - アルヘア・オリンボス北方 - 〔レヴィディ - トリポリ北方〕[4]

オリンビア遺跡と市街の北を東西に走るGR-74号線は、1980年に新たに開かれた自動車道路で、ピルゴスとトリポリとを東西に結んでいる。ピルゴスとの間の所要時間はバスで約30分。

## 姉妹都市
- アンティーブ（フランス）
- グロースオストハイム（ドイツ）
- アトランタ（アメリカ合衆国ジョージア州）[5]
- オリンピア（アメリカ合衆国ワシントン州）
- ラゴス（ナイジェリア）
- 稲沢市（日本・愛知県）[1][6]
  - 1987年8月22日姉妹都市提携

両市とも古い歴史を持ち遺跡や文化財が多いこと（稲沢市には尾張国の国府が置かれた）、古代オリンピックと稲沢市の尾張大国霊神社で行われる「国府宮はだか祭り」がともに裸で行われていたこと、両市とも平和を願い非核平和都市宣言をしていることを縁として、オリンビアのヘラ神殿前で調印が行われた。

## 文化・観光・施設

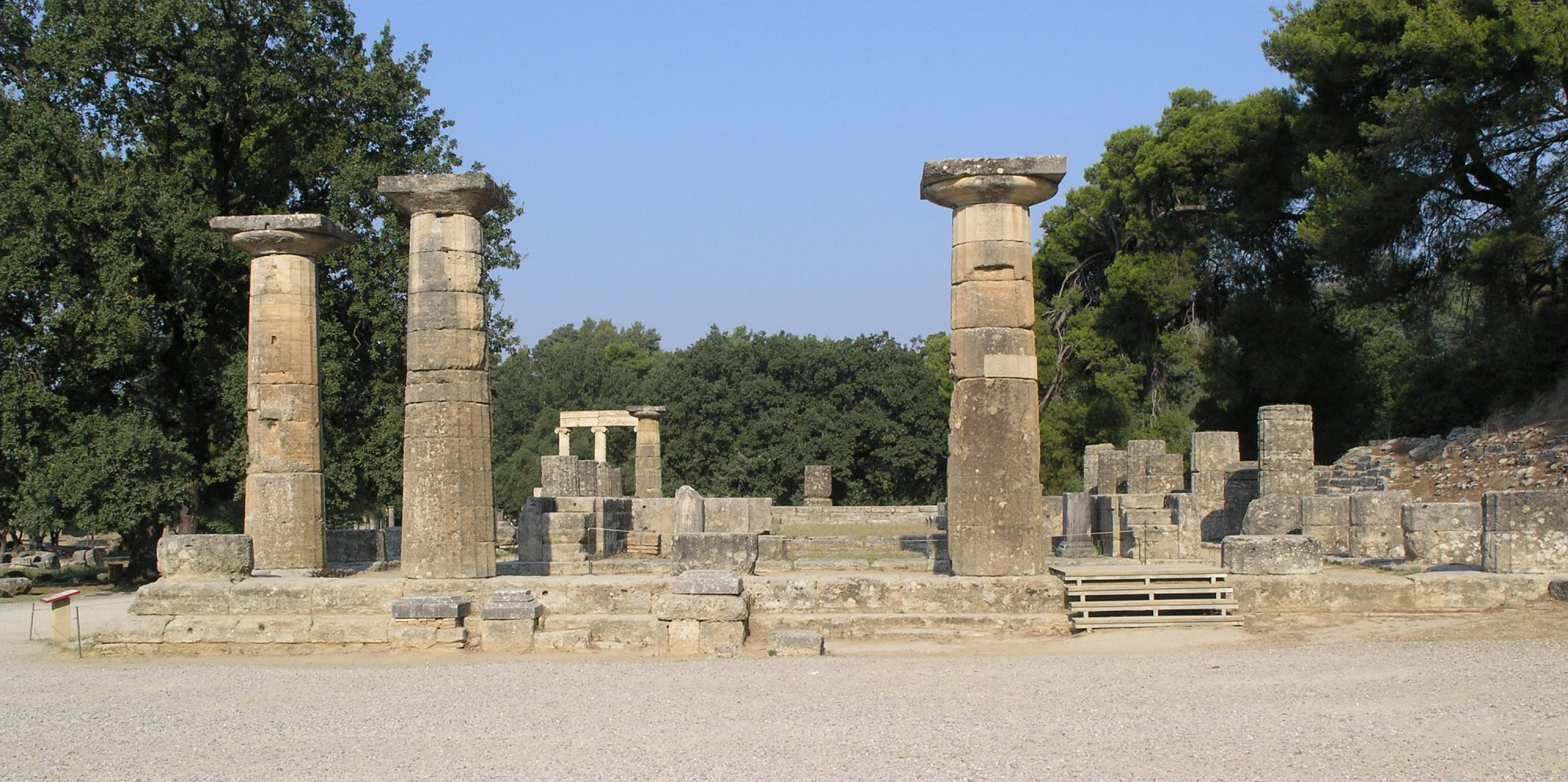
ヘラ神殿

### オリンピア
オリンピア遺跡は、1989年にユネスコの世界遺産に登録された。
- オリンピア考古学博物館 (Archaeological Museum of Olympia)
- オリンピック競技博物館